# Smicropus bogotensis
Smicropus bogotensis är en fjärilsart som beskrevs av Paul Dognin 1917. Smicropus bogotensis ingår i släktet Smicropus och familjen mätare. Inga underarter finns listade i Catalogue of Life.